# IGBT

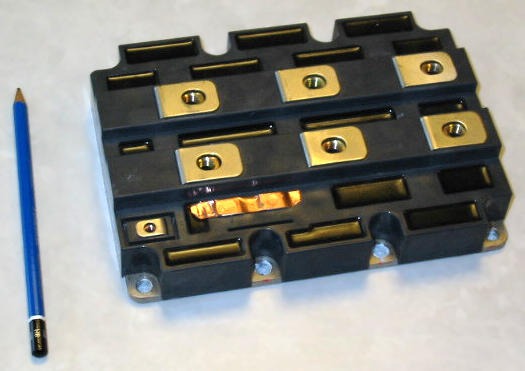
IGBT 3300V 1200A Mitsubishi

Bipolární tranzistor s izolovaným hradlem (Anglicky insulated-gate bipolar transistor IGBT) je druh tranzistorů, který je zkonstruován pro velký rozsah spínaných výkonů (od zlomků W až po desítky MW) a vysokou pulzní frekvenci.
IGBT je integrovaná kombinace unipolární a bipolární součástky. Čip tranzistoru má hradlo izolované tenkou oxidovou vrstvou stejně, jako výkonový MOSFET. Na kolektorové straně je vytvořen PN přechod, který injektuje minoritní nosiče do kanálu, když je IGBT sepnut. To výrazně snižuje úbytek napětí a tím i ztrátový výkon v sepnutém stavu.

## Vývoj
Do 80. let 20. století bylo poměrně těžké spínat krátké vysokovýkonové impulsy řádově v desítkách MW, protože např. bipolární tranzistory a hlavně tyristory byly sice výkonné, ale jejich spínání a vypínání bylo pomalé, zatímco NMOS měly omezené závěrné napětí.
Proto byly vytvořeny IGBT tranzistory, které byly ze začátku nespolehlivé a velmi drahé. Postupem času se jejich spolehlivost podstatně zlepšila a cena klesla.

## Použití
Různé měniče statických i mobilních zdrojů napájení elektrických pohonů:
- střídače DC/AC,
- usměrňovače AC/DC,
- pulsní měniče,

např.:
- do elektrických lokomotiv a jednotek,
- do trolejbusů a tramvají
- do indukčních varných desek

## Výhody
- nízké ztráty v zapnutém stavu
- nízký budící výkon
- větší rozsah pracovních napětí a proudu než tranzistory MOSFET

## Nevýhody
- nižší spínací frekvence než tranzistory MOSFET